# Zofiówka (kolonia)
Zofiówka (niem. Sophiental) – nieistniejąca wieś założona w 1773 roku na terenach Wodzisławskiego Państwa Stanowego przez hrabinę Sophie Caroline von Dyhrn ówczesną właścicielkę Dominium Wodzisławskiego. 1 maja 1932 r. gmina wiejska Zofiówka została przyłączona do obwodu gminy Jastrzębie-Zdrój.
W 1783 składała się z folwarku, 1 gospodarstwa chłopskiego i trzech zagrodników.  W 1864 r. Zofiówka składała się folwarku, 11 zagrodników i chałupników w 11 domach mieszkalnych i liczyła 80 mieszkańców.
Obecnie na pamiątkę dawnej kolonii nazwę Zofiówka nosi Kopalnia Węgla Kamiennego oraz osiedle w Jastrzębiu Zdroju położone jednak w innej części miasta. Dawniej przystanek osobowy i stacja towarowa powstałe na miejscu kolonii nosiły nazwę Jastrzębie Zdrój Zofiówka.